# Академическая гребля на летних Олимпийских играх 2024 — двойки парные, лёгкий вес (мужчины)
Соревнования мужчин в гребле в двойках парных, лёгкий вес на летних Олимпийских играх 2024 года прошли с 28 июля по 2 августа 2024 года на Национальном олимпийском водном стадионе региона Иль-де-Франс в пригороде Парижа Вер-сюр-Марн.

## Формат соревнований
Класс двоек парных относится к парным классам академической гребли, когда гребец использует два весла, по одному с каждой стороны лодки, в отличие от распашной гребли, в которой каждый гребец работает одним веслом и гребет только с одной стороны. Этот вид соревнований является единственным в олимпийской программе академической гребли, в котором участвуют гребцы весом до 72,5 кг (легковесы). Олимпийские игры 2024 станут последними для легковесов – в 2028 году на Олимпийских играх в Лос-Анжелесе он будет заменен соревнованиями в прибрежной гребле 
Олимпийские соревнования легковесов проводятся в несколько раундов. Первый раунд состоит из трех заездов. Первые две лодки из каждого заезда выходят в полуфинал, остальные проходят в утешительные заезды. Утешительный заезд – это раунд, который дает гребцам второй шанс пройти в полуфинал. Три лучшие лодки из каждого утешительного заезда проходят в полуфинал, остальные переходят в финал C.
Третий раунд состоит из двух полуфиналов, в каждом из которых участвовало по 6 лодок. Три лучшие лодки из каждого заезда прошли в финал А и разыграли медали. Остальные лодки прошли в финал В.
Финалы были заключительным этапом, определяющий итоговые места. В финале А были разыграны медали, а также места с 4 до 6-го, в финале B были определены места с 7-го по 12-е.

## Расписание
Соревнования продолжались в течение шести дней. Указанное время ниже время – это время начала сессии; в течение сессии могут проводиться заезды в нескольких классах судов по академической гребли.
Время начала соревнований указано местное (UTC+2)
| Дата                     | Время | Раунд               |
| ------------------------ | ----- | ------------------- |
| Воскресенье 28 июля 2024 | 13:00 | Заезды              |
| Понедельник 29 июля 2024 | 11:40 | Утешительные заезды |
| Среда 31 июля 2024       | 10:30 | Финал C             |
| Среда 31 июля 2024       | 12:14 | Полуфиналы          |
| Пятница 2 августа 2024   | 12:06 | Финалы A и B        |

## Призёры
| Золото                                     | Серебро                                 | Бронза                                              |
| Ирландия · Финтан Маккарти · Пол О’Донован | Италия · Стефано Оппо · Габриэль Соарес | Греция · Антониос Папаконстантину · Петрос Гайдацис |

## Результаты

### Заезды
Две лучшие лодки из каждого заезда выходят в полуфиналы, остальные проходят в утешительные заезды.

#### Заезд 1
| Место | Дорожка | Спортсмены                      | Страна    | Время   | Примечание |
| ----- | ------- | ------------------------------- | --------- | ------- | ---------- |
| 1     | 4       | Ян Шобле Рафаэль Ахумада        | Швейцария | 6:24.88 | Q          |
| 2     | 3       | Деннис Карраседо Каэтано Орта   | Испания   | 6:28.92 | Q          |
| 3     | 1       | Юго Бёре Фердинан Людвиг        | Франция   | 6:31.32 | R          |
| 4     | 6       | Мигель Карбальо Алексис Лопес   | Мексика   | 6:37.46 | R          |
| 5     | 5       | Масаюки Мияура Наоки Фурута     | Япония    | 6:52.58 | R          |
| 6     | 2       | Алехандро Коломино Педро Диксон | Аргентина | 7:04.34 | R          |

#### Заезд 2
| Место | Дорожка | Спортсмены                          | Страна     | Время   | Примечание |
| ----- | ------- | ----------------------------------- | ---------- | ------- | ---------- |
| 1     | 5       | Стефано Оппо Габриэль Соарес        | Италия     | 6:29.17 | Q          |
| 2     | 1       | Иржи Шиманек Мирослав Враштил       | Чехия      | 6:34.33 | Q          |
| 3     | 4       | Нильс ван Зандвеге Тибо Виве        | Бельгия    | 6:45.07 | R          |
| 4     | 3       | Сезар Абароа Эбер Санхуэса          | Чили       | 6:46.90 | R          |
| 5     | 2       | Шахзод Нурматов Собиржон Сафаролиев | Узбекистан | 6:56.57 | R          |

#### Заезд 3
| Место | Дорожка | Спортсмены                               | Страна   | Время   | Примечание |
| ----- | ------- | ---------------------------------------- | -------- | ------- | ---------- |
| 1     | 4       | Финтан Маккарти Пол О’Донован            | Ирландия | 6:34.12 | Q          |
| 2     | 3       | Ларс Бенске Аск Ярл Тьоем                | Норвегия | 6:41.77 | Q          |
| 3     | 2       | Антониос Папаконстантину Петрос Гайдацис | Греция   | 6:46.90 | R          |
| 4     | 5       | Игорь Хмара Станислав Ковалёв            | Украина  | 7:00.13 | R          |
| 5     | 1       | Мохамед Кота Ахмед Абдельаал             | Египет   | 7:20.92 | R          |

### Утешительные заезды
Три лучшие лодки из каждого утешительного заезда проходят в полуфинал, остальные в финал C.

#### Утешительный заезд 1
| Место | Дорожка | Спортсмены                               | Страна    | Время   | Примечание |
| ----- | ------- | ---------------------------------------- | --------- | ------- | ---------- |
| 1     | 2       | Антониос Папаконстантину Петрос Гайдацис | Греция    | 6:39.46 | Q          |
| 2     | 3       | Юго Бёре Фердинан Людвиг                 | Франция   | 6:50.98 | Q          |
| 3     | 5       | Алехандро Коломино Педро Диксон          | Аргентина | 6:52.94 | Q          |
| 4     | 4       | Сезар Абароа Эбер Санхуэса               | Чили      | 6:58.78 | FC         |
| 5     | 1       | Мохамед Кота Ахмед Абдельаал             | Египет    | 7:14.95 | FC         |

#### Утешительный заезд 2
| Место | Дорожка | Спортсмены                          | Страна     | Время   | Примечание |
| ----- | ------- | ----------------------------------- | ---------- | ------- | ---------- |
| 1     | 3       | Нильс ван Зандвеге Тибо Виве        | Бельгия    | 6:42.99 | Q          |
| 2     | 4       | Игорь Хмара Станислав Ковалёв       | Украина    | 6:46.05 | Q          |
| 3     | 2       | Мигель Карбальо Алексис Лопес       | Мексика    | 6:47.60 | Q          |
| 4     | 5       | Шахзод Нурматов Собиржон Сафаролиев | Узбекистан | 6:50.61 | FC         |
| 5     | 1       | Масаюки Мияура Наоки Фурута         | Япония     | 7:04.48 | FC         |

### Полуфиналы

#### Полуфинал A/B 1
| Место | Дорожка | Спортсмены                      | Страна    | Время   | Примечание |
| ----- | ------- | ------------------------------- | --------- | ------- | ---------- |
| 1     | 4       | Финтан Маккарти Пол О’Донован   | Ирландия  | 6:21.88 | FA         |
| 2     | 3       | Ян Шобле Рафаэль Ахумада        | Швейцария | 6:24.31 | FA         |
| 3     | 5       | Иржи Шиманек Мирослав Враштил   | Чехия     | 6:25.99 | FA         |
| 4     | 6       | Юго Бёре Фердинан Людвиг        | Франция   | 6:26.60 | FB         |
| 5     | 2       | Нильс ван Зандвеге Тибо Виве    | Бельгия   | 6:30.49 | FB         |
| 6     | 1       | Алехандро Коломино Педро Диксон | Аргентина | 6:51.59 | FB         |

#### Полуфинал A/B 2
| Место | Дорожка | Спортсмены                               | Страна   | Время   | Примечание |
| ----- | ------- | ---------------------------------------- | -------- | ------- | ---------- |
| 1     | 4       | Стефано Оппо Габриэль Соарес             | Италия   | 6:22.85 | FA         |
| 2     | 2       | Антониос Папаконстантину Петрос Гайдацис | Греция   | 6:23.36 | FA         |
| 3     | 5       | Ларс Бенске Аск Ярл Тьоем                | Норвегия | 6:26.62 | FA         |
| 4     | 3       | Деннис Карраседо Каэтано Орта            | Испания  | 6:35.05 | FB         |
| 5     | 6       | Игорь Хмара Станислав Ковалёв            | Украина  | 6:37.35 | FB         |
| 6     | 1       | Мигель Карбальо Алексис Лопес            | Мексика  | 6:37.43 | FB         |

### Финалы

#### Финал C
| Место | Дорожка | Спортсмены                          | Страна     | Время   |
| ----- | ------- | ----------------------------------- | ---------- | ------- |
| 13    | 3       | Сезар Абароа Эбер Санхуэса          | Сербия     | 6:28.00 |
| 14    | 4       | Масаюки Мияура Наоки Фурута         | Япония     | 6:30.93 |
| 15    | 2       | Шахзод Нурматов Собиржон Сафаролиев | Узбекистан | 6:31.33 |
| 16    | 1       | Мохамед Кота Ахмед Абдельаал        | Египет     | 6:37.92 |

#### Финал B
| Место | Дорожка | Спортсмены                      | Страна    | Время   |
| ----- | ------- | ------------------------------- | --------- | ------- |
| 7     | 3       | Юго Бёре Фердинан Людвиг        | Франция   | 6:19.73 |
| 8     | 4       | Деннис Карраседо Каэтано Орта   | Испания   | 6:19.90 |
| 9     | 5       | Нильс ван Зандвеге Тибо Виве    | Бельгия   | 6:20.28 |
| 10    | 6       | Мигель Карбальо Алексис Лопес   | Мексика   | 6:25.84 |
| 11    | 2       | Игорь Хмара Станислав Ковалёв   | Украина   | 6:26.32 |
| 12    | 1       | Алехандро Коломино Педро Диксон | Аргентина | 6:31.86 |

#### Финал A
| Место | Дорожка | Спортсмены                               | Страна    | Время   |
| ----- | ------- | ---------------------------------------- | --------- | ------- |
| 1     | 3       | Финтан Маккарти Пол О’Донован            | Ирландия  | 6:10.99 |
| 2     | 4       | Стефано Оппо Габриэль Соарес             | Италия    | 6:13.33 |
| 3     | 2       | Антониос Папаконстантину Петрос Гайдацис | Греция    | 6:13.44 |
| 4     | 5       | Ян Шобле Рафаэль Ахумада                 | Швейцария | 6:16.50 |
| 5     | 6       | Ларс Бенске Аск Ярл Тьоем                | Норвегия  | 6:20.92 |
| 6     | 1       | Иржи Шиманек Мирослав Враштил            | Чехия     | 6:21.00 |